# Голеш (община Босилеград)
Вижте пояснителната страница за други значения на Голеш.
Голеш (на сръбски: Голеш или Goleš) е село в Община Босилеград, Западните покрайнини, Сърбия.

## География
Селото е разположено в най-южните части на Босилеградска община, край границата с Северна Македония. До него се намира граничният контролно-пропускателен пункт Голеш, открит на 6 май 2011 година.

## Етнически състав
През 1946 година, при определянето на границата между Народна Република Сърбия и Народна Република Македония сръбското правителство определя Голеш като „чисто българско село“ Според данните от преброяването от 2002 година едва 50,00% от населението на селото са българи, a 22,22% са сърби, 22,22% - македонци и 2,77% югославяни.